# Pohlia looseri
Pohlia looseri är en bladmossart som beskrevs av Si He 1998. Pohlia looseri ingår i släktet nickmossor, och familjen Bryaceae. Inga underarter finns listade i Catalogue of Life.